# Cyrtothyrea
Cyrtothyrea is een geslacht van kevers uit de familie bladsprietkevers (Scarabaeidae). Het geslacht werd voor het eerst wetenschappelijk beschreven in 1895 door Kolbe.

## Soorten
- Cyrtothyrea marginalis (Swartz, 1817)
- Cyrtothyrea rubriceps (Raffray, 1877)
- Cyrtothyrea rudebecki Schein, 1960
- Cyrtothyrea testaceoguttata (Blanchard, 1850)